# 107
Évszázadok: 1. század – 2. század – 3. század
Évtizedek: 50-es évek – 60-as évek – 70-es évek – 80-as évek – 90-es évek – 100-as évek – 110-es évek – 120-as évek – 130-as évek – 140-es évek – 150-es évek
Évek: 102 – 103 – 104 – 105 –  106 – 107 – 108 – 109 – 110 – 111 – 112

## Események

### Római Birodalom
- Lucius Licinius Surát (helyettese márciustól Acilius Rufus, májustól C. Minicius Fundanus, szeptembertől C. Julius Longinus) és Qunitus Sosius Seneciót (helyettese C. Vettennius Severus  és C. Valerius Paullinus) választják consulnak.
- Traianus császár diadalmenetet tart a dákok fölött aratott győzelméért.
- Rómában a császár megbízza Damaszkuszi Apollodóroszt Traianus fórumának megépítésével. Ez a legnagyobb, leglátványosabb császári fórum, rajta többek között a város legnagyobb bazilikájával (Basilica Ulpia) és Traianus oszlopával.
- Indiai követség érkezik Rómába.
- Keresztre feszítik Simeont, Jeruzsálem második püspökét.
- Rómában vadállatok elé vetik Antiochiai Szent Ignácot (hozzávetőleges időpont).

## Halálozások
- Jeruzsálemi Szent Simeon
- Antiochiai Szent Ignác

## Fordítás
- Ez a szócikk részben vagy egészben  a(z)   107 című német Wikipédia-szócikk ezen változatának fordításán alapul.  Az eredeti cikk szerkesztőit annak laptörténete sorolja fel. Ez a jelzés csupán a megfogalmazás eredetét és a szerzői jogokat jelzi, nem szolgál a cikkben szereplő információk forrásmegjelöléseként.